# Mariene provincie Golf van Guinee
De Mariene provincie Golf van Guinee (17) (Engels: Gulf of Guinea marine province) is een biogeografische provincie en ligt in het oosten van de Atlantische Oceaan in het Marien rijk Tropische Atlantische Oceaan. De mariene provincie is vastgesteld door het World Wide Fund for Nature en The Nature Conservancy en is vernoemd naar de Golf van Guinea.
In het noordwesten grenst het gebied aan de mariene provincie West-Afrikaanse Transitie (16) en in het zuiden aan de mariene provincie Benguela (50).

## Geografie
De mariene provincie ligt in de Golf van Guinea voor de kust van Senegal, Guinee-Bissau, Guinee, Sierra Leone, Liberia, Ivoorkust, Ghana, Togo, Benin, Nigeria, Kameroen, Equatoriaal-Guinea, Gabon, Congo-Brazzaville, Congo-Kinshasa, voor een groot deel van de westkust van Angola en rond de eilandengroep van Sao Tomé en Principe.

## Biogeografie
Het gebied kent zeeleven dat houdt van tropische temperaturen.

## Mariene ecoregio's
Deze mariene provincie bestaat uit 6 mariene ecoregio's:
- Mariene ecoregio Westelijke Golf van Guinee (81)
- Mariene ecoregio Opwelling Golf van Guinee (82)
- Mariene ecoregio Centrale Golf van Guinee (83)
- Mariene ecoregio Eilanden Golf van Guinee (84)
- Mariene ecoregio Zuidelijke Golf van Guinee (85)
- Mariene ecoregio Angola (86)